# Болтино (Мордовия)
 Болтино  — село в Ромодановском районе Мордовии в составе Куриловского сельского поселения. 

## География
Находится на расстоянии примерно 10 километров по прямой на северо-восток от районного центра поселка Ромоданово.

## История
Основано в 1642 году. Учтено было в 1863 году как владельческое село Ардатовского уезда из 100 дворов. В начале XX века население составляло около 1100 человек. В начале XX века в селе имелась каменная Макарьевская церковь (ранее деревянная).

## Население
Постоянное население составляло 193 человека (русские 89%) в 2002 году, 165 в 2010 году .